# Steen Volmer Jensen
Steen Volmer Jensen (17. april 1942 på Frederiksberg – 31. december 2010) var en dansk ingeniør.
S.V. Jensen opfandt ellerten, under oliekrisen i de tidlige 1980'ere. Steen Volmer Jensen begyndte på egen hånd at tegne og udvikle bilen, men efterhånden fik han involveret flere personer og virksomheder i foretagendet. Således f.eks. mejetæskerfabrikken Dronningborg. Projektet blev finansieret ved såkaldte "folkeandele", som kostede 20.000 kr. stykket. Den første Ellert blev serieproduceret i 1987, men allerede 1988 gik fabrikken konkurs. På trods af videreførelse af produktionen via andre fabrikker, blev der kun produceret i alt ca. 5.000 eksemplarer af bilen op til 1998.